# Perissogorgia vitrea
Perissogorgia vitrea is een zachte koraalsoort uit de familie Primnoidae. De koraalsoort komt uit het geslacht Perissogorgia. Perissogorgia vitrea werd in 1989 voor het eerst wetenschappelijk beschreven door Bayer & Stefani. 